# Anapisa leucogastra
Anapisa leucogastra là một loài bướm đêm thuộc phân họ Arctiinae, họ Erebidae.